# Салтан, Иван Иванович
ван Иванович Салтан — советский хозяйственный, государственный и политический деятель.

## Биография
Родился в 1918 году в деревне Маковье. Член КПСС.
Участник Великой Отечественной войны, командир разведывательного взвода 7-й отдельной разведывательной роты 3-й гвардейской воздушно-десантной дивизии. С 1946 года — на хозяйственной, общественной и политической работе. В 1946—1984 гг. — врач в Печорском районе Псковской области, главный врач Псковской областной клинической больницы, начальник хирургической службы Псковской области.
Избирался депутатом Верховного Совета СССР 6-го созыва. Делегат XXII съезда КПСС.
Умер в Пскове в 1984 году.